# ساموئل یاو
ساموئل یاو (انگلیسی: Samuel Yaw؛ زادهٔ ۲ فوریهٔ ۱۹۴۵) بازیکن فوتبال اهل غنا بود.
وی همچنین در تیم ملی فوتبال غنا بازی کرده‌است.